# Kamelhalsfluer
Kamelhalsfluer (Raphidioptera) er en orden af insekter, der omfatter to nulevende familier: Inocelliidae (ingen arter i Danmark) og Raphidiidae (to arter i Danmark), med i alt ca. 260 arter på verdensplan. Kamelhalsfluer findes i tempererede regioner verden over, men er fraværende fra troperne og den sydlige halvkugle. Genkendelige repræsentanter for gruppen dukkede først op under den tidlige Jura. De er en relikt gruppe, der har nået deres højdepunkt af mangfoldighed under Kridttiden, før de gennemgik en væsentlig tilbagegang.
Voksne kamelhalsfluer ligner netvinger (Neuroptera) i udseende, men har en bemærkelsesværdig aflang thorax, som sammen med det mobile hoved giver gruppen deres fælles navn. Hovedet har store udstående sammensatte øjne. Kroppen er lang og slank, og de to par lange, hindeagtige vinger har fremtrædende ribber. Hunnerne har et langt og robust æglægningsrør (ovipositor), som bruges til at lægge æg på et beskyttet sted. De er holometabolske insekter med en livscyklus på fire stadier bestående af æg, larve, puppe og voksne (imago). Hos de fleste arter udvikler larverne sig under barken på træer. De kan tage flere år, før de gennemgår metamorfose, hvilket kræver en periode med nedkøling, før forpupningen finder sted. Både voksne og larver ernærer sig som rovdyr på bløde leddyr.

## Etymologi
Navnet Raphidioptera er dannet af græsk ῥαφίς (raphis), der betyder nål, og πτερόν (pteron), der betyder vinge.

## Beskrivelse
Voksne kamelhalsfluer kan let skelnes fra lignende insekter ved at have en aflang prothorax, men uden at have de modificerede forben hos knælere (Mantodea). De fleste arter er mellem 15 og 30 mm i længden. Hovedet er langt og fladt og kraftigt sklerotiseret (sklerotin er en proteinstruktur der giver styrke til exoskelettet); det kan være bredt eller tilspidset bagtil, men er meget mobilt. Munddelene er stærke og relativt uspecialiserede, idet de er modificeret til at bide. De store udstående sammensatte øjne befinder sig på hovedets sider. Medlemmer af familien Inocelliidae har ingen punktøjne (ocelli); medlemmer af Raphidiidae har sådanne øjne. De tre par ben ligner hinanden i størrelse og udseende. De to par guldsmede-lignende vinger er ens i størrelse, med et primitivt nervemønster, en fortykket forkant og en farvet vingeplet, pterostigma. Medlemmer af familien Inocelliidae mangler en krydsvene i pterostigmae, som er til stede hos medlemmer af Raphidiidae. Hunnerne i begge familier har typisk en lang ovipositor, som de bruger til at lægge deres æg i barksprækker eller under barken.

## Fordeling og habitat
Kamelhalsfluer findes normalt i tempereret nåleskov. De er spredt ud over hele kloden, de fleste arter forekommer i Europa og Asien, men findes også i visse regioner i Afrika, det vestlige Nordamerika og Mellemamerika. I Afrika findes de kun i bjergene nord for Sahara. I Nordamerika findes de vest for Rocky Mountains, i et område der strækker sig fra det sydvestlige Canada hele vejen ned til den mexicansk-guatemalanske grænse. På den østlige halvkugle kan de findes fra Spanien til Japan. Mange arter findes i hele Europa og Asien med den sydlige udkant af deres udbredelsesområde i det nordlige Thailand og det nordlige Indien. Kamelhalsfluer har en relikt udbredelse, idet de har været mere udbredte og forskelligartede i fortiden. I de sydlige dele af deres rækkevidde er de stort set begrænset til højere højder, op til omkring 3.000 m. Selvom denne insektorden er vidt udbredt, er rækken af individuelle arter ofte meget begrænset, og nogle arter er begrænset til en enkelt bjergkæde.

## Livscyklus
Kamelhalsfluer er holometabolske insekter, der har en fire-trins livscyklus med æg, larver, pupper og voksne. Inden de parrer sig, engagerer de voksne sig i en parringsdans, herunder en plejeadfærd, der involverer ben og antenner. Hos raphidiider befinder hannen sig under parringen i forlængelse af hunnen, mens hannen hos inocelliider indtager en stilling under hunnen; kopulation kan vare i op til tre timer hos nogle inoceliide arter. Æggene klækkes efter fra et par dage til omkring tre uger.
Larverne har store hoveder med fremspringende kindbakker (mandibler). Hovedet og det første segment af thorax er sklerotiseret, men resten af kroppen er blød og kødfuld. De har tre par ægte ben, men ingen vortefødder. De har dog et klæbende organ på maven, som de kan bruge til at fastgøre sig til lodrette overflader med.
Der er ikke et fast antal larvestadier (instars), nogle arter kan have så mange som ti eller elleve. Larvestadiet varer normalt i to til tre år, men hos nogle arter kan det strække sig over seks år. I det sidste larvestadium, præpuppestadiet, bygger larven et rum, hvori den forpuppes. Puppen er i stand til at bide, når den bliver forstyrret, og kort før den voksne kommer frem, bliver puppen i stand til at gå og forlader ofte sin celle til et andet sted. Alle kamelhalsfluer kræver en periode med kølige temperaturer (sandsynligvis omkring 0° C) for at gennemgå forpupning. Længden af forpupningsstadiet er variabel. De fleste arter forpupper sig om foråret eller forsommeren og det tager et par dage til tre uger før hudskiftet (ecdysis). Hvis larverne begynder at forpuppe sig i sensommeren eller det tidlige efterår, kan der gå op til ti måneder, før de voksne kommer frem.

## Økologi
Voksne kamelhalsfluer er territoriale og kødædende insekter. De er dagaktive og er vigtige rovdyr af bladlus og mider. Pollen er også blevet fundet i tarmen af kamelhalsfluer, og det er uklart, om de har brug for pollen i en del af deres livscyklus, eller om det er en yndet fødekilde. Larverne hos mange raphidiider lever umiddelbart under barken på træer, selvom andre lever i sprækker i klipper, blandt bladstrøelse og i detritus. Her lever de af æg og larver fra andre leddyr såsom mider, springhaler, edderkopper, barklus, sternorrhynchider (bladlus og lopper) og auchenorrhynchider (cikader). Larvernes kost varierer alt efter deres levesteder, men både larver og voksne er effektive rovdyr.
Rovdyr af kamelhalsfluer omfatter fugle; i Europa er der tale om skovarter såsom træløbere, stor flagspætte, skovsanger, spætmejser og jernspurv samt generalist og specialist insektædende arter såsom hvidhalset fluesnapper. Typisk er 5-15 % af kamelhalsfluelarverne parasiterede, hovedsageligt af snyltehvepse, men forekomster så høje som 50 % er blevet observeret hos nogle arter.

## Evolution
Under Mesozoikum-æraen (252 til 66 millioner år siden) var der en stor og forskelligartet fauna af Raphidioptera som eksemplificeret ved de rigelige fossiler, der er blevet fundet i alle dele af verden. Dette fik en brat afslutning i slutningen af Kridt-perioden, sandsynligvis som et resultat af Kridt-Paleogen-udryddelsen (66 milliarder år siden), da en enorm asteroide menes at have ramt jorden. Dette ser ud til at have udryddet alle undtagen de mest kuldetolerante arter af kamelhalsfluer, hvilket resulterede i udryddelsen af flertallet af familier, inklusive alle de tropiske og subtropiske arter. De to familier af nutidens Raphidioptera er således reliktpopulationer fra denne tidligere udbredte gruppe. De er blevet betragtet som levende fossiler, fordi nutidens arter ligner arter fra de tidlige Jura periode (140 milliarder år siden). Der er omkring 260 nulevende arter.

### Fossilhistorie
Adskillige uddøde familier kendes kun fra fossiler fra nedre Jura til Miocæn. Langt de fleste af dem tilhører underordenen Raphidiomorpha.
- Juroraphidia longicollum (†Juroraphidiidae) fossil fundet i Kina fra midt-Jura[11]
- Amarantoraphidia (†Mesoraphidiidae) fundet i Spanien i rav fra tidlig Kridt
- Ohmella coffini (Raphidiidae) fra Miocen i Frankrig

### Fylogeni
Megaloptera (Dovenfluer), Neuroptera (Netvinger i moderne forstand) og Raphidioptera er meget nært beslægtede og danner gruppen Neuropterida. Molekylær analyse ved hjælp af mitochondrie DNA og rRNA har klarlagt gruppens fylogeni inden for Neuropterida, som vist i kladogrammet.
|  | Osmylidae                                                                               |
|  |                                                                                         |
|  | \| \| Hemerobiiformia \| \| \| \| \| \| Myrmeleontiformia (bl.a. myreløver) \| \| \| \| |
|  |                                                                                         |
|  | Hemerobiiformia                                                                         |
|  |                                                                                         |
|  | Myrmeleontiformia (bl.a. myreløver)                                                     |
|  |                                                                                         |

|  | Hemerobiiformia                     |
|  |                                     |
|  | Myrmeleontiformia (bl.a. myreløver) |
|  |                                     |

|  | Osmylidae                                                                               |
|  |                                                                                         |
|  | \| \| Hemerobiiformia \| \| \| \| \| \| Myrmeleontiformia (bl.a. myreløver) \| \| \| \| |
|  |                                                                                         |
|  | Hemerobiiformia                                                                         |
|  |                                                                                         |
|  | Myrmeleontiformia (bl.a. myreløver)                                                     |
|  |                                                                                         |

|  | Hemerobiiformia                     |
|  |                                     |
|  | Myrmeleontiformia (bl.a. myreløver) |
|  |                                     |

|  | Osmylidae                                                                               |
|  |                                                                                         |
|  | \| \| Hemerobiiformia \| \| \| \| \| \| Myrmeleontiformia (bl.a. myreløver) \| \| \| \| |
|  |                                                                                         |
|  | Hemerobiiformia                                                                         |
|  |                                                                                         |
|  | Myrmeleontiformia (bl.a. myreløver)                                                     |
|  |                                                                                         |

|  | Hemerobiiformia                     |
|  |                                     |
|  | Myrmeleontiformia (bl.a. myreløver) |
|  |                                     |

|  | Osmylidae                                                                               |
|  |                                                                                         |
|  | \| \| Hemerobiiformia \| \| \| \| \| \| Myrmeleontiformia (bl.a. myreløver) \| \| \| \| |
|  |                                                                                         |
|  | Hemerobiiformia                                                                         |
|  |                                                                                         |
|  | Myrmeleontiformia (bl.a. myreløver)                                                     |
|  |                                                                                         |

|  | Hemerobiiformia                     |
|  |                                     |
|  | Myrmeleontiformia (bl.a. myreløver) |
|  |                                     |

## Systematik
To underordner af Raphidioptera og deres familier er grupperet nedenfor ifølge Engel (2002) med opdateringer ifølge Bechly og Wolf-Schwenninger (2011) og Ricardo Pérez-de la Fuente et al. (2012). For slægtslister, se artiklerne om de enkelte familier.
Raphidioptera
- Underorden †Priscaenigmatomorpha Engel, 2002
  -     - Familie †Priscaenigmatidae Engel, 2002 - (Tidlig Jura – Tidlig Kridt)
    - Familie †Juroraphidiidae Liu, Ren, & Yang, 2014
- Underorden Raphidiomorpha Engel, 2002
  -     - Familie †Metaraphidiidae Bechly & Wolf-Schwenninger, 2011 - (Tidlig Jura)
    - Familie †Baissopteridae Martynova, 1961 - (Kridt - Eocene)
    - Familie †Mesoraphidiidae Martynov, 1925 (Paraphyletisk[17][18]) (30+ slægter) - (Midt Jura-Sen Kridt)

  - Infraorden Neoraphidioptera Engel, 2007 - (Paleogen - nu)
    - Familie Inocelliidae Navás
    - Familie Raphidiidae Latreille, 1810
      - Xanthostigma xanthostigma Schummel, 1832 (Lille Kamelhalsflue) er almindelig i Danmark.[19]
      - Phaeostigma notata Fabricius, 1781 (Stor Kamelhalsflue) er almindelig i Danmark.[20]

- Xanthostigma xanthostigma (Lille Kamelhalsflue)
- Xanthostigma xanthostigma set ovenfra
- Vingemønsteret hos Xanthostigma xanthostigma
- Phaeostigma notata (Stor Kamelhalsflue)
- Phaeostigma notata set ovenfra
- Larve af Phaeostigma notata

## Yderligere læsning
- Aspöck, H. (2002) The biology of Raphidioptera: A review of present knowledge. Acta Zoologica Academiae Scientiarum Hungaricae 48(Supplement 2): 35–50.
- Carpenter, F. M. (1936) Revision of the Nearctic Raphidiodea (Recent and Fossil). Proceedings of the American Academy of Arts and Sciences 71(2): 89–157.
- Grimaldi, David; Engel, Michael S. (2005) Evolution of the Insects. Cambridge University Press. ISBN 0-521-82149-5
- Maddison, David R. (1995) Tree of Life Web Project – Raphidioptera. Snakeflies.